# Campeonato Mundial de Esqui Alpino de 1966
O Campeonato Mundial de Esqui Alpino de 1966 foi a vigésima sétima edição do evento, foi realizado em Portillo, Chile, entre os dias 4 a 14 de agosto de 1966. Até hoje é o único mundial da modalidade realizado no hemisfério sul.

## Resultados

### Masculino
| Evento         | Ouro                         | Prata                      | Bronze                                |
| -------------- | ---------------------------- | -------------------------- | ------------------------------------- |
| Downhill       | Jean-Claude Killy · França · | Léo Lacroix · França ·     | Franz Vogler · Alemanha Ocidental ·   |
| Slalom         | Carlo Senoner · Itália ·     | Guy Périllat · França ·    | Louis Jauffret · França ·             |
| Slalom gigante | Guy Périllat · França ·      | Georges Mauduit · França · | Karl Schranz · Áustria ·              |
| Combinado      | Jean-Claude Killy · França · | Léo Lacroix · França ·     | Ludwig Leitner · Alemanha Ocidental · |

### Feminino
| Evento         | Ouro                          | Prata                         | Bronze                                 |
| -------------- | ----------------------------- | ----------------------------- | -------------------------------------- |
| Downhill       | Marielle Goitschel · França · | Annie Famose · França ·       | Burgl Färbinger · Alemanha Ocidental · |
| Slalom         | Annie Famose · França ·       | Marielle Goitschel · França · | Penny McCoy · Estados Unidos ·         |
| Slalom gigante | Marielle Goitschel · França · | Heidi Zimmermann · Áustria ·  | Florence Steurer · França ·            |
| Combinado      | Marielle Goitschel · França · | Annie Famose · França ·       | Heidi Zimmermann · Áustria ·           |

## Quadro de medalhas
| Ordem | País               | Medalha de ouro | Medalha de prata | Medalha de bronze | Total |
| ----- | ------------------ | --------------- | ---------------- | ----------------- | ----- |
| 1     | França             | 7               | 7                | 2                 | 16    |
| 2     | Itália             | 1               | 0                | 0                 | 1     |
| 3     | Áustria            | 0               | 1                | 2                 | 3     |
| 4     | Alemanha Ocidental | 0               | 0                | 3                 | 3     |
| 5     | Estados Unidos     | 0               | 0                | 1                 | 1     |
|       | TOTAL              | 8               | 8                | 8                 | 24    |